# George Andrew Beck

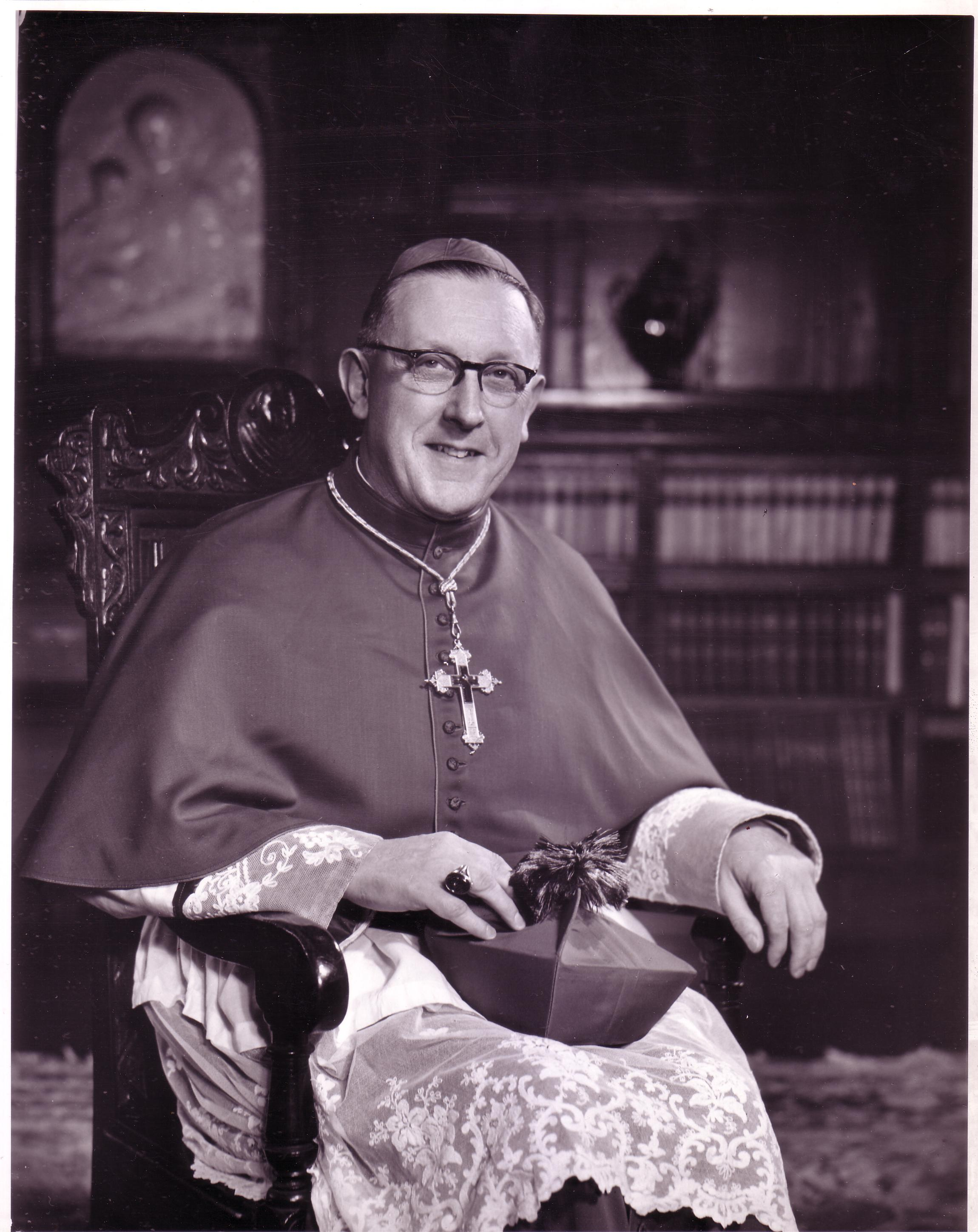
Bischof George Andrew Beck

George Andrew Beck AA (* 28. Mai 1904 in Streatham; † 13. September 1978 in Mossley Hill) war ein römisch-katholischer Erzbischof von Liverpool.

## Leben
George Andrew Beck trat der Ordensgemeinschaft der Assumptionisten bei und empfing am 24. Juli 1927 die Priesterweihe. Pius XII. ernannte ihn am 7. August 1948 zum Koadjutorbischof von Brentwood und Titularbischof von Tigias.
Die Bischofsweihe spendete ihm der Erzbischof von Westminster, Bernard William Kardinal Griffin, am 25. November desselben Jahres; Mitkonsekratoren waren Peter Emmanuel Amigo, Erzbischof ad personam von Southwark, und Edward Ellis, Bischof von Nottingham.
Nach dem Tode Arthur Henry Doubledays folgte er ihm am 23. Januar 1951 als Bischof von Brentwood nach. Der Papst ernannte ihn am 28. November 1955 zum Bischof von Salford. Er nahm an allen Sitzungsperioden des Zweiten Vatikanischen Konzils teil. Paul VI. ernannte ihn am 29. Januar 1964 zum Erzbischof von Liverpool. Am 7. Februar 1976 trat Bischof Beck von seinem Amt zurück.